# میناتار (نبراسکا)
میناتار(به انگلیسی: Minatare) شهری در ایالت نبراسکا کشور ایالات متحده آمریکا است که جمعیت آن در سرشماری سال ۲۰۱۰ میلادی، ۸۱۶ نفر بوده‌است.